# Basilika Mariä Geburt (Šiluva)

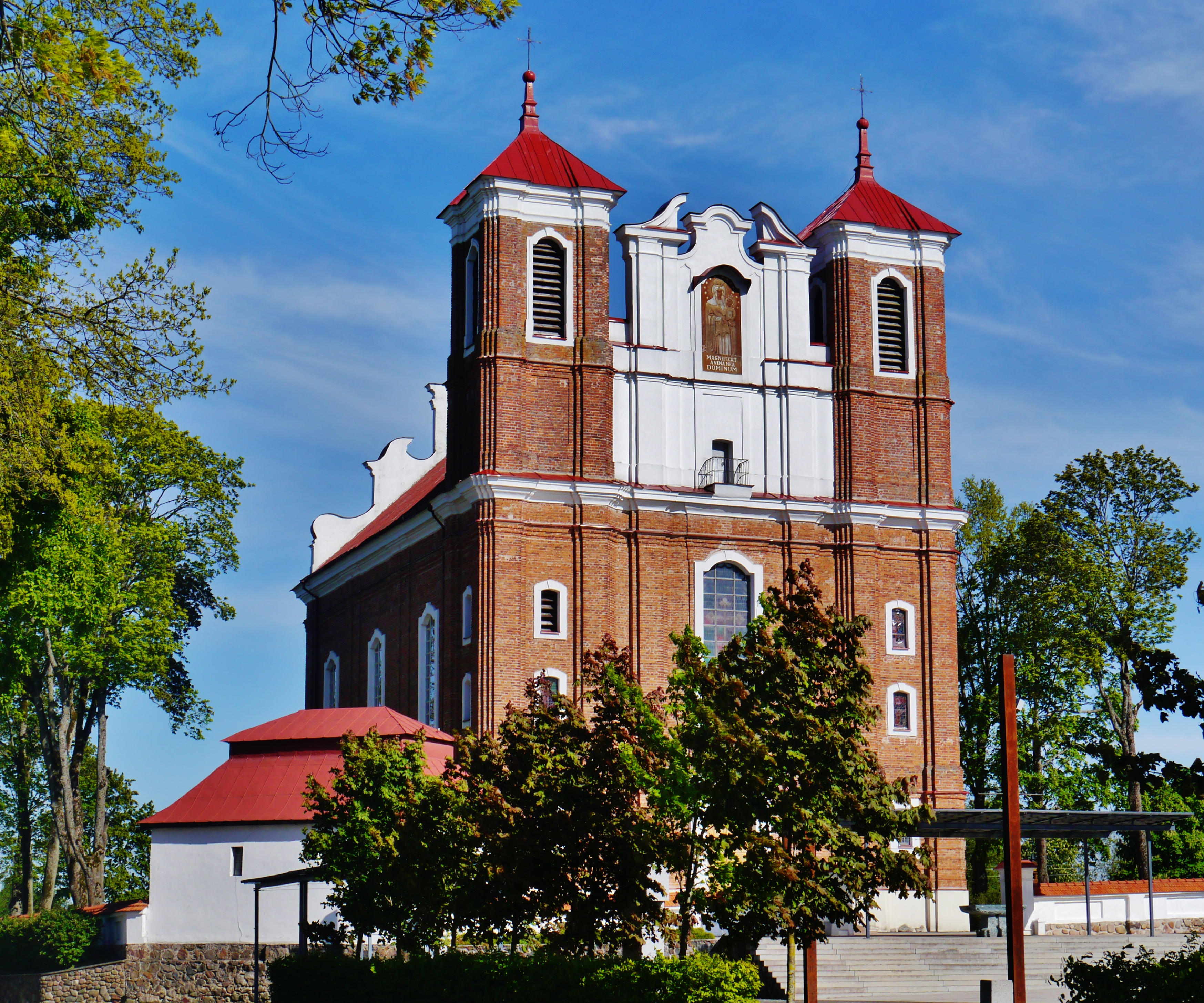
Fassade der Basilika

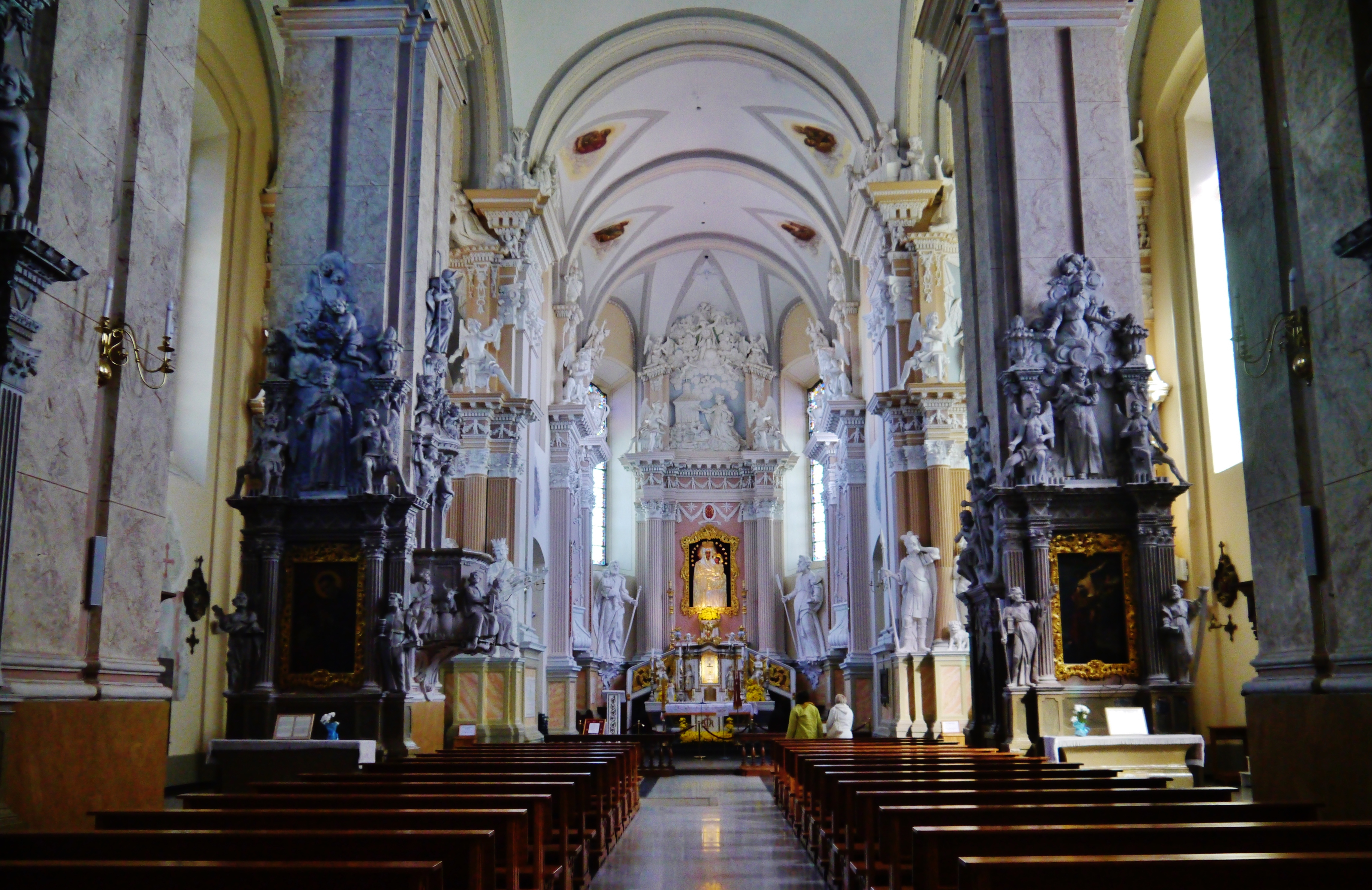
Innenraum der Basilika

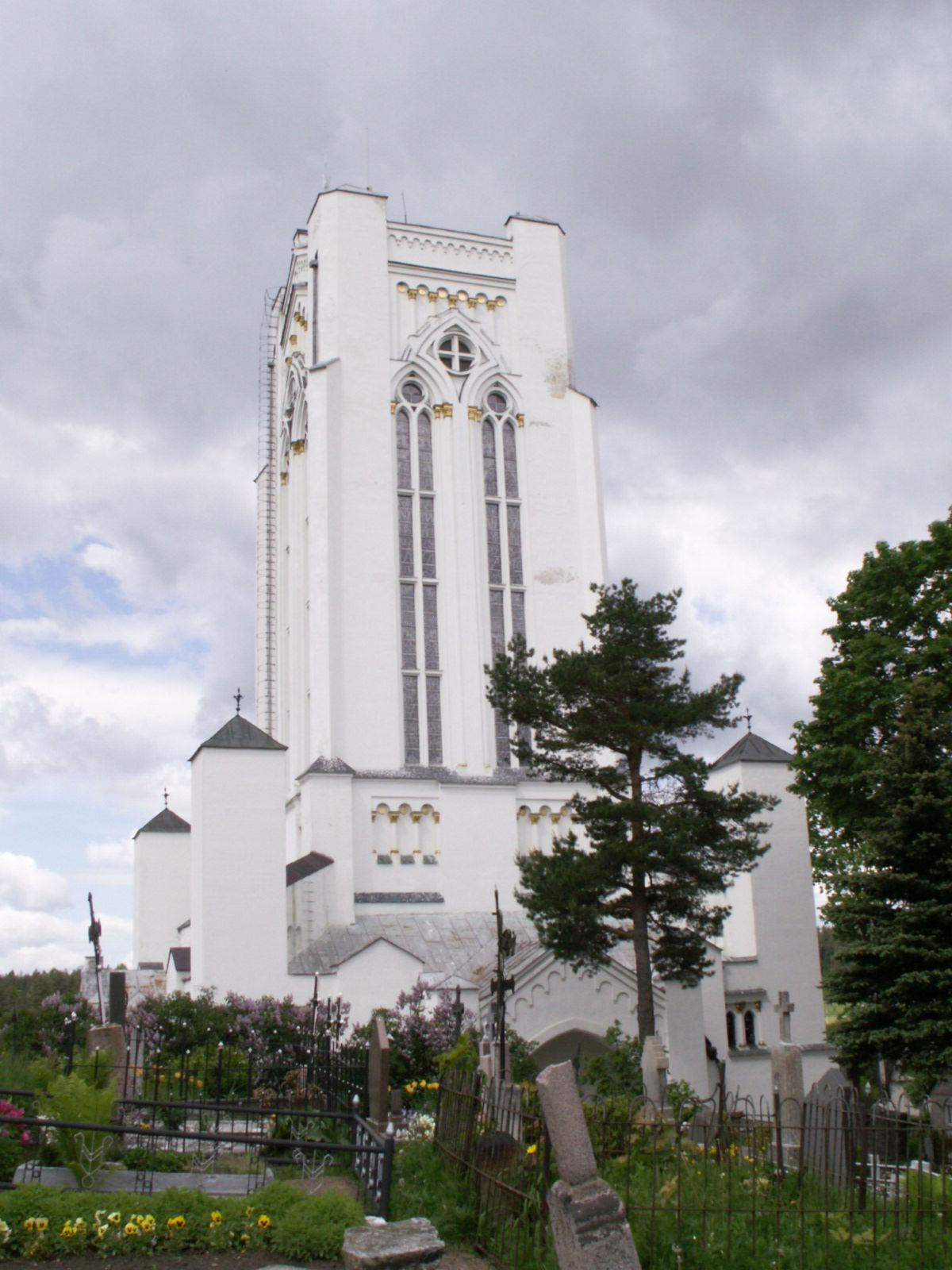
Marienkapelle

Die Basilika Mariä Geburt (litauisch Švč. Mergelės Marijos Gimimo bazilika) ist eine römisch-katholische Pfarrkirche in Šiluva in Litauen. Die Kirche im Erzbistum Kaunas mit dem Patrozinium Mariä Geburt trägt den Titel einer Basilica minor.

## Geschichte
1457 wurde an der Stelle eine erste Kirche gebaut. Diese wurde nach der Reformation durch die Calvinisten geschlossen und samt dem alten Marienbild zerstört. 1569 deponierte der letzte Pfarrer wertvolle kirchliche Fundstücke und Dokumente in einer Truhe und begrub diese in der Nähe der Kirche. Ab 1608 setzten sich die Katholiken wieder durch. Erzählt wird von einer Marienerscheinung, die auch ein Calvinist gesehen habe. Die versteckten Dokumente wurden wiedergefunden, und die Katholiken gewannen den Prozess um die Rückgabe des Eigentums der Pfarrei. An der Stelle der alten Kirche wurde eine Holzkirche errichtet. Im Jahr 1775 wurde die heutige Kirche geweiht und für Wallfahrten genutzt. Das Marienbild, eine Kopie aus dem 17. Jahrhundert, wurde 1786 auf Veranlassung von Papst Pius VI. gekrönt. 1892 kam es zu einem schweren Brand. Türme, Dach und Orgel wurden abschnittsweise in den nächsten Jahren erneuert. 1974 wurde die Kirche durch Papst Paul VI. zur Basilica minor erhoben. Papst Johannes Paul II. besuchte die Basilika am 7. September 1993. 2008 wurde die Basilika zum Kulturdenkmal erklärt.

## Architektur
Die dreischiffige Hallenkirche mit schmaleren Seitenschiffen wurde im Stil des Spätbarock erbaut. Das Gebäude mit zwei 35 Meter hohen Türmen wurde aus rotem, unverputztem Backstein gefertigt. An beiden Enden des dreijochigen Langhauses erheben sich hohe Ziergiebel, der westliche als Mittelteil einer Zweiturmfassade. Obwohl der Dachfirst des zweijochigen Chors niedriger liegt, setzt sich im Inneren das Gewölbe des Mittelschiffs der Halle in gleicher Höhe in den Chor fort, der mit einem Dreiachtelschluss endet. Wie bei Hallenkirchen üblich, beginnen die Gewölbe der Seitenschiffe in gleicher Höhe wie die des Mittelschiffs.
Die Inneneinrichtung wurde seit 200 Jahren nicht verändert. Das Marienbild bildet das Zentrum das Hochaltars.

## Kapelle
An der Stelle der Marienerscheinung, etwa 150 Meter vor dem Portal der Basilika, wurde 1663 eine hölzerne Kapelle errichtet, 1818 eine geräumigere Holzkapelle mit Säulen. Im Jahr 1912 wurde mit dem Bau einer neuen gemauerten Kapelle begonnen, die sich aber durch den Ersten Weltkrieg verzögerte und erst 1924 geweiht werden konnte. Die von Antoni Wiwulski entworfene Kapelle ist 44 Meter hoch. Ein Altar mit einer Marienstatue steht an der Stelle der Marienerscheinung. Fresken an den Wänden zeigen die Geschichte von Šiluva. Im Jahr 1933 wurden hier die Stationen der Sieben Schmerzen der Gottesmutter, die im Volksmund als Marienwege bekannt sind, aufgestellt.